# Андре Горц
Андрѐ Горц (на френски: André Gorz, истинското му име е Герхард Хирш, на немски: Gerhart Hirsch) е журналист, марксист и екзистенциалист. Ползва псевдонима Мишел Боске.
През 1964 заедно с Жан Даниел става един от основателите на седмичното списание за политика, общество и култура „Нувел Обсерватьор“. Горц е журналист, философ, есеист, марксист и екзистенциалист със значителни приноси в областта на съвременната социология и политическа екология. Автор е на „Екология и политика“, „Екология и свобода“, „Сбогом на пролетариата“, „Метаморфозите на труда“ и други социално-философски произведения.